# Biaches
Biaches és un municipi francès situat al departament del Somme i a la regió dels Alts de França. L'any 2007 tenia 407 habitants.

## Demografia

### Població

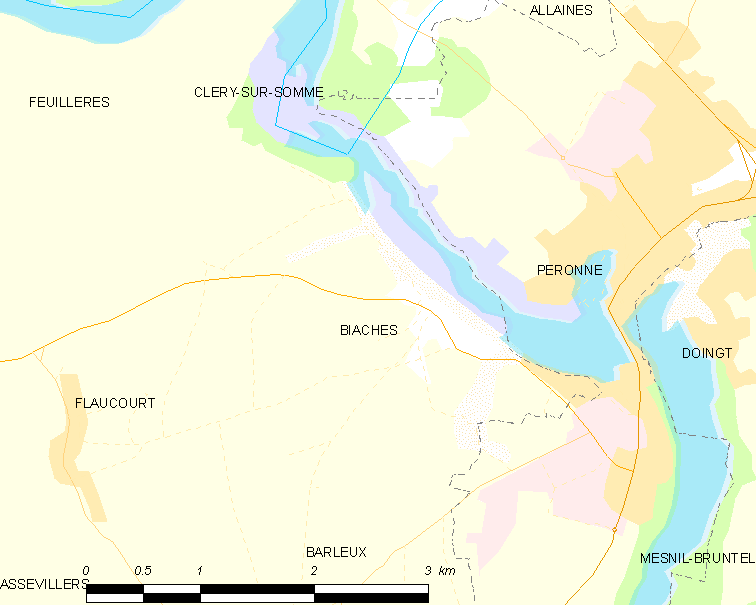

El 2007 la població de fet de Biaches era de 407 persones. Hi havia 156 famílies de les quals 24 eren unipersonals (4 homes vivint sols i 20 dones vivint soles), 56 parelles sense fills, 68 parelles amb fills i 8 famílies monoparentals amb fills.
La població ha evolucionat segons el següent gràfic:
Habitants censats

### Habitatges

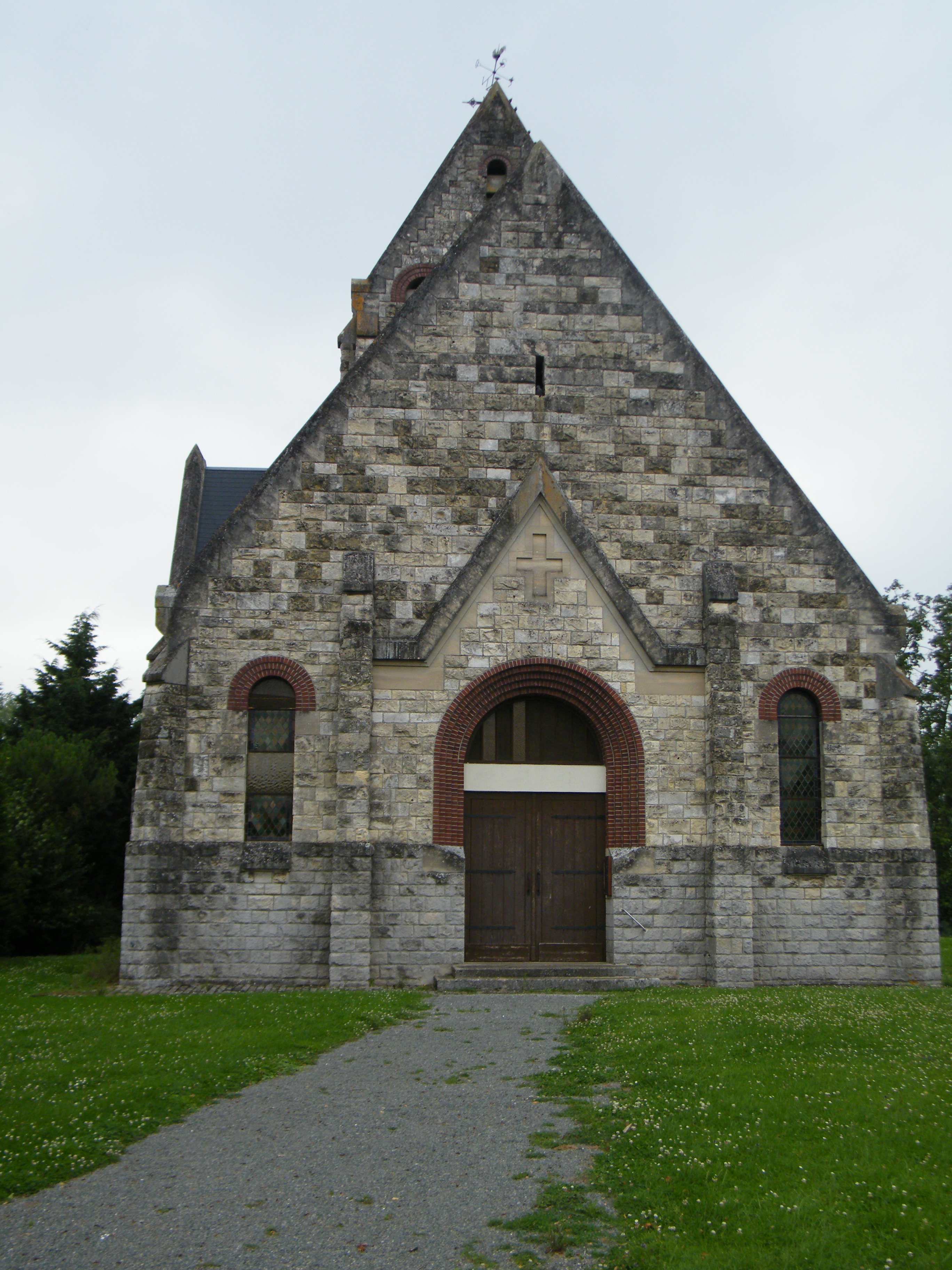

El 2007 hi havia 171 habitatges, 157 eren l'habitatge principal de la família, 6 eren segones residències i 8 estaven desocupats. 170 eren cases i 1 era un apartament. Dels 157 habitatges principals, 134 estaven ocupats pels seus propietaris, 21 estaven llogats i ocupats pels llogaters i 2 estaven cedits a títol gratuït; 2 tenien dues cambres, 21 en tenien tres, 52 en tenien quatre i 82 en tenien cinc o més. 119 habitatges disposaven pel capbaix d'una plaça de pàrquing. A 60 habitatges hi havia un automòbil i a 79 n'hi havia dos o més.

### Piràmide de població

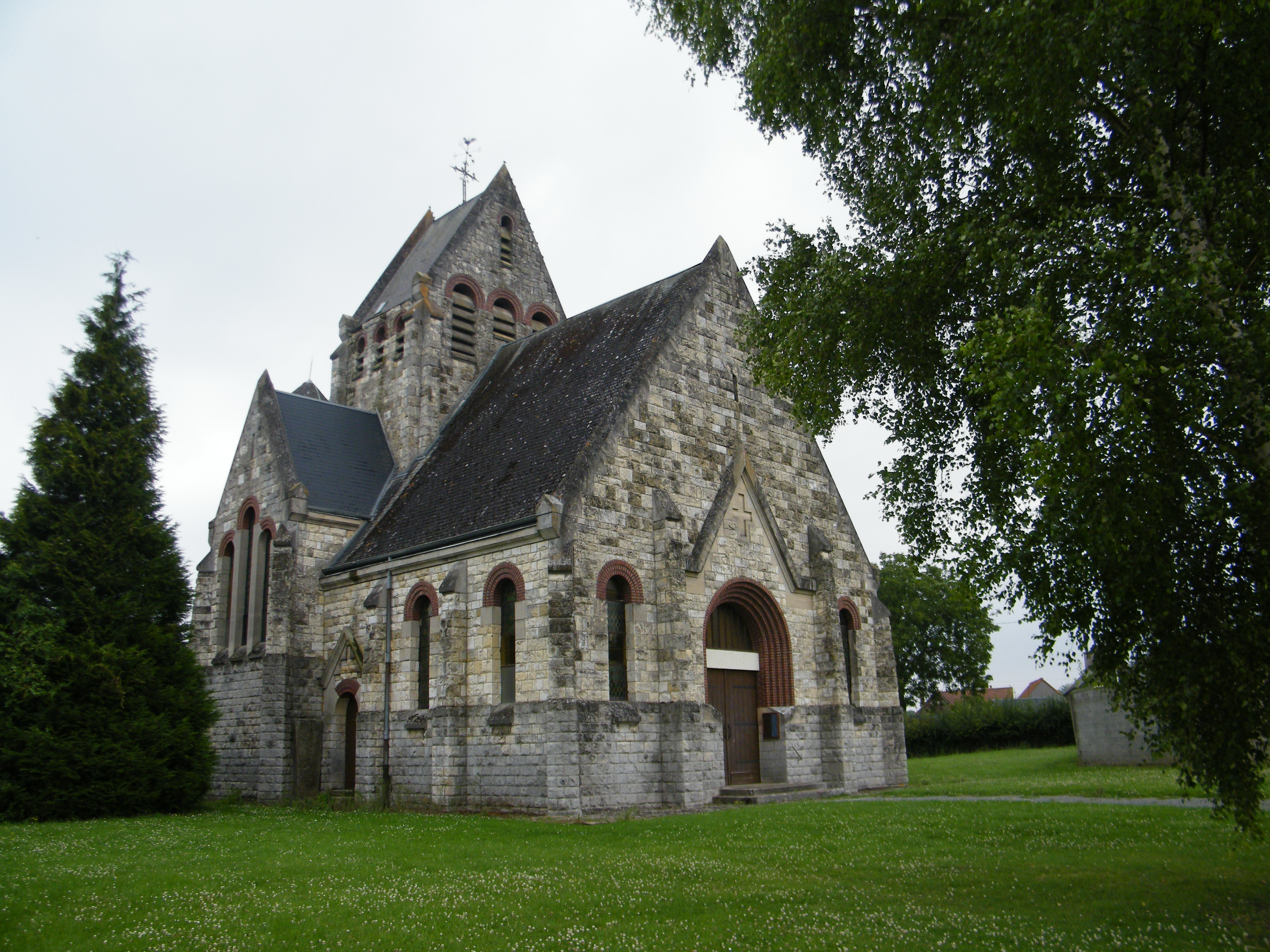

La piràmide de població per edats i sexe el 2009 era:
| Homes | Edats   | Dones |
| ----- | ------- | ----- |
| 0     | 95 o +  | 0     |
| 0     | 90 a 94 | 0     |
| 4     | 85 a 89 | 0     |
| 0     | 80 a 84 | 4     |
| 0     | 75 a 79 | 8     |
| 4     | 70 a 74 | 8     |
| 8     | 65 a 69 | 4     |
| 16    | 60 a 64 | 4     |
| 12    | 55 a 59 | 12    |
| 20    | 50 a 54 | 12    |
| 32    | 45 a 49 | 40    |
| 16    | 40 a 44 | 16    |
| 12    | 35 a 39 | 16    |
| 4     | 30 a 34 | 16    |
| 12    | 25 a 29 | 4     |
| 12    | 20 a 24 | 0     |
| 12    | 15 a 19 | 28    |
| 4     | 10 a 14 | 24    |
| 20    | 5 a 9   | 4     |
| 16    | 0 a 4   | 8     |

## Economia
El 2007 la població en edat de treballar era de 284 persones, 204 eren actives i 80 eren inactives. De les 204 persones actives 186 estaven ocupades (101 homes i 85 dones) i 18 estaven aturades (5 homes i 13 dones). De les 80 persones inactives 24 estaven jubilades, 31 estaven estudiant i 25 estaven classificades com a «altres inactius».

### Ingressos
El 2009 a Biaches hi havia 162 unitats fiscals que integraven 390 persones, la mediana anual d'ingressos fiscals per persona era de 16.817 €.

### Activitats econòmiques
Dels 12 establiments que hi havia el 2007, 3 eren d'empreses de construcció, 1 d'una empresa de comerç i reparació d'automòbils, 1 d'una empresa de transport, 1 d'una empresa d'hostatgeria i restauració, 1 d'una empresa d'informació i comunicació i 5 d'empreses de serveis.
Dels 3 establiments de servei als particulars que hi havia el 2009, 2 eren paletes i 1 lampisteria.
L'any 2000 a Biaches hi havia 8 explotacions agrícoles.

## Equipaments sanitaris i escolars
El 2009 hi havia una escola elemental integrada dins d'un grup escolar amb les comunes properes formant una escola dispersa.

## Poblacions més properes
El següent diagrama mostra les poblacions més properes.